# 24-Stunden-Rennen von Spa-Francorchamps 2015

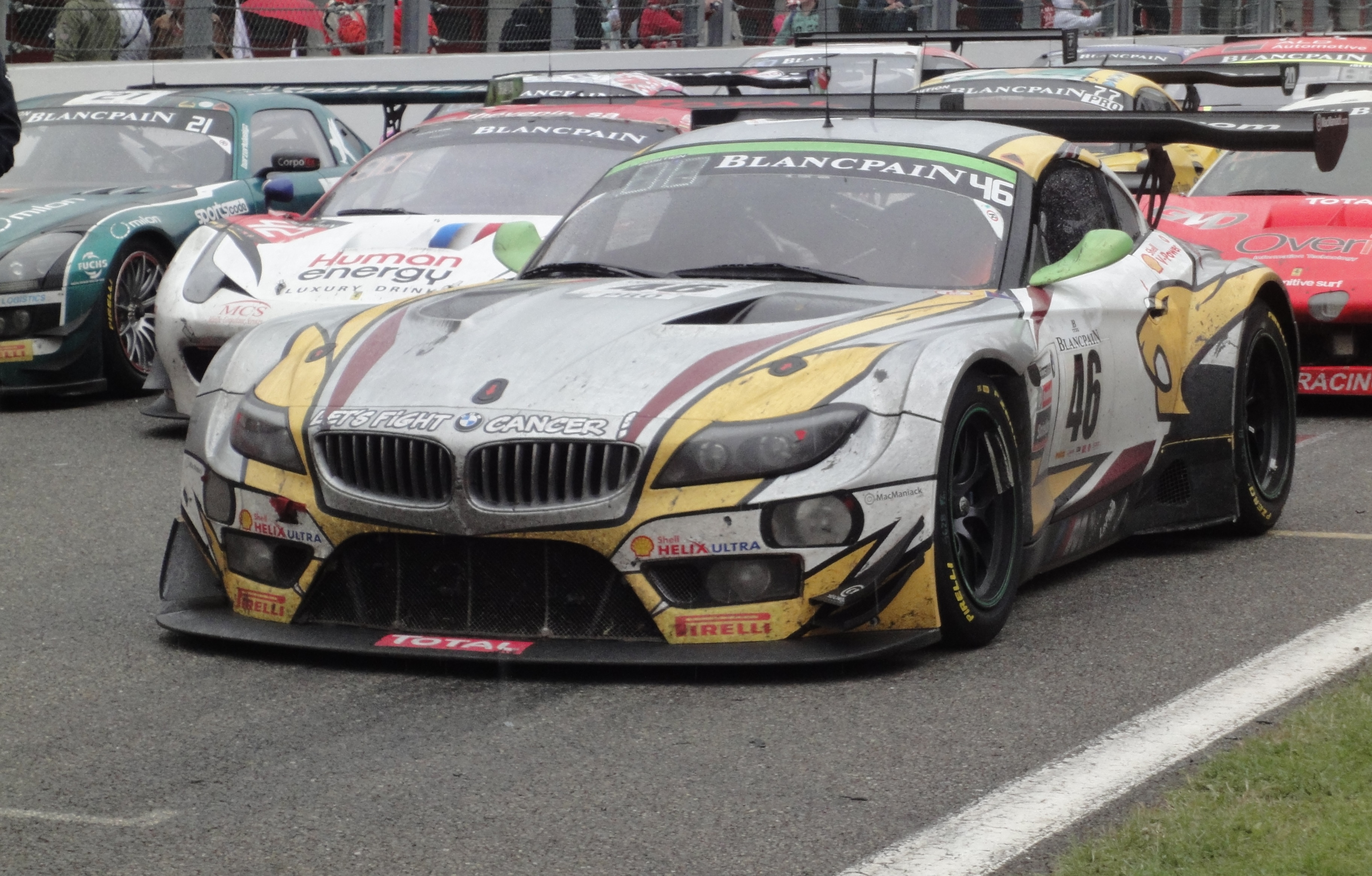
BMW Z4 GT3; Siegerwagen von Markus Palttala, Lucas Luhr und Nicky Catsburg

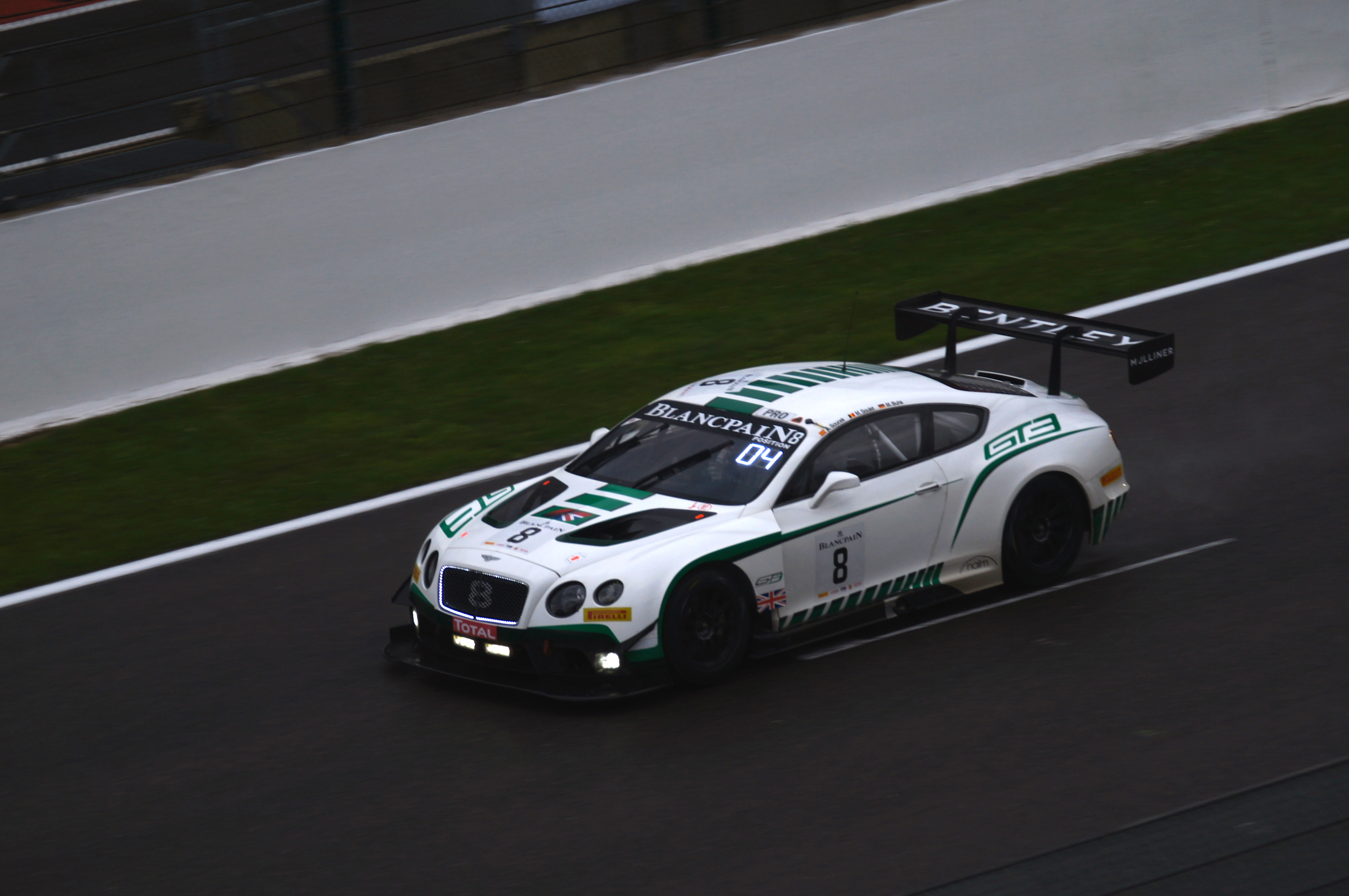
Der ausgefallene Bentley Continental GT3 von Maximilian Buhk, Andy Souček und Maxime Soulet

Das 67. 24-Stunden-Rennen von Spa-Francorchamps, auch 2015 Total Spa 24 Hours, fand am 25. und 26. Juli 2015 auf dem Circuit de Spa-Francorchamps statt und war der vierte Wertungslauf der Blancpain GT Series dieses Jahres.

## Das Rennen
Markus Palttala, Lucas Luhr und Nicky Catsburg gewannen im BMW Z4 GT3 die 67. Auflage des 24-Stunden-Rennens auf der Rennstrecke von Spa. Das Trio des belgischen Marc VDS Racing Teams war zwischenzeitlich auf den 30. Rang zurückgefallen und gewann am Ende mit einer Runde Vorsprung auf den Audi R8 LMS ultra von Frank Stippler, Nico Müller und Stéphane Ortelli. BMW-Motorsport-Geschäftsführer Jens Marquardt zum Erfolg: „Das ist ein fantastisches Ergebnis für Marc VDS Racing, den BMW Z4 GT3 und BMW Motorsport. Herzlich Glückwunsch an die Mannschaft von Marc van der Straten und Bas Leinders zu diesem lang ersehnten, hoch verdienten Triumph. Beim Heimspiel in Spa-Francorchamps zu gewinnen, so lautete das große Ziel des gesamten Teams seit einigen Jahren. Seit Jahren liefert Marc VDS absolute Spitzenleistungen ab und war stets in der Lage, um Top-Resultate zu kämpfen, nur für Sieg hatte es hier bisher, teils denkbar knapp, nicht gereicht. Ich freue mich außerordentlich, dass wir dieses Ziel nun gemeinsam erreichen konnten – und das auch noch im letzten großen Langstreckenrennen für den BMW Z4 GT3.“

## Ergebnisse

### Schlussklassement
| 1           | Pro-Cup    | 46  | BMW Sports Trophy Team Marc VDS | Markus Palttala Lucas Luhr Nicky Catsburg                                  | BMW Z4 GT3                | 536 |
| 2           | Pro-Cup    | 2   | Audi Sport Team WRT             | Frank Stippler Nico Müller Stéphane Ortelli                                | Audi R8 LMS ultra         | 535 |
| 3           | Pro-Cup    | 5   | Audi Sport Phoenix Racing       | Christian Mamerow Christopher Mies Nicki Thiim                             | Audi R8 LMS ultra         | 534 |
| 4           | Pro-Am-Cup | 47  | AF Corse                        | Alessandro Pier Guidi Pasin Lathouras Stéphane Lémeret Gianmaria Bruni     | Ferrari 458 Italia GT3    | 531 |
| 5           | Pro-Cup    | 6   | Audi Sport Phoenix Racing       | Marcel Fässler André Lotterer Mike Rockenfeller                            | Audi R8 LMS ultra         | 530 |
| 6           | Pro-Am-Cup | 51  | AF Corse                        | Davide Rigon Duncan Cameron Matthew Griffin Francisco Guedes               | Ferrari 458 Italia GT3    | 529 |
| 7           | Pro-Am-Cup | 79  | Ecurie Ecosse                   | Devon Modell Alasdair McCaig Oliver Bryant Alexander Sims                  | BMW Z4 GT3                | 527 |
| 8           | Pro-Am-Cup | 78  | Team Russia by Barwell          | Leo Machitski Jon Minshaw Jonny Cocker Phil Keen                           | BMW Z4 GT3                | 527 |
| 9           | Pro-Cup    | 84  | Bentley Team HTP                | Harold Primat Vincent Abril Mike Parisy                                    | Bentley Continental GT3   | 527 |
| 10          | Pro-Am-Cup | 32  | Leonard Motorsport AMR          | Tom Onslow-Cole Stefan Mücke Stuart Leonard Michael Meadows                | Aston Martin Vantage GT3  | 523 |
| 11          | Pro-Am-Cup | 52  | AF Corse                        | Toni Vilander Adrien de Leener Cedric Sbirrazzuoli Raffaele Giammaria      | Ferrari 458 Italia GT3    | 521 |
| 12          | Pro-Cup    | 21  | Black Falcon                    | Abdulaziz Al Faisal Hubert Haupt Yelmer Buurman                            | Mercedes-Benz SLS AMG GT3 | 520 |
| 13          | Pro-Cup    | 77  | AH Competições                  | Cacá Bueno Sérgio Jimenez Felipe Fraga                                     | BMW Z4 GT3                | 516 |
| 14          | Am-Cup     | 24  | Team Parker Racing              | Ian Loggie Julian Westwood Callum MacLeod Benny Simonsen                   | Audi R8 LMS ultra         | 513 |
| 15          | Pro-Cup    | 23  | Nissan GT Academy Team RJN      | Alex Buncombe Katsumasa Chiyo Wolfgang Reip                                | Nissan GT-R Nismo GT3     | 513 |
| 16          | ProCup     | 99  | Rowe Racing                     | Daniel Juncadella Nico Bastian Stef Dusseldorp                             | Mercedes-Benz SLS AMG GT3 | 511 |
| 17          | Am-Cup     | 56  | Attempto Racing                 | Jürgen Häring Frank Schmickler Philipp Wlazik Dimitrios Konstantinou       | Porsche 997 GT3 R         | 511 |
| 18          | Pro-Cup    | 59  | Von Ryan Racing                 | Bruno Senna Adrian Quaife-Hobbs Álvaro Parente                             | McLaren 650 S GT3         | 511 |
| 19          | Am-Cup     | 111 | Kessel Racing                   | Liam Talbot Stephen Earle Marco Zanuttini Marc Rostan                      | Ferrari 458 Italia GT3    | 510 |
| 20          | Am-Cup     | 10  | AKKA ASP                        | Christophe Bourret Pascal Gibon Philippe Polette Jean-Philippe Belloc      | Ferrari 458 Italia GT3    | 510 |
| 21          | Pro-Cup    | 1   | Belgian Audi Club Team WRT      | René Rast Laurens Vanthoor Markus Winkelhock                               | Audi R8 LMS ultra         | 508 |
| 22          | Am-Cup     | 28  | Delahaye Racing Team            | Pierre-Etienne Bordet Alexandre Viron Emmanuel Orgeval Paul-Loup Chatin    | Porsche 997 GT3 R         | 504 |
| 23          | Am-Cup     | 42  | Sport Garage                    | Christoff Corten Marc Guillot Tony Samon Christian Beroujon                | Ferrari 458 Italia GT3    | 504 |
| 24          | Pro-Am-Cup | 333 | Rinaldi Racing                  | Marco Seefried Rinat Salikhov Stef Vancampenhoudt Norbert Siedler          | Ferrari 458 Italia GT3    | 503 |
| 25          | Pro-Cup    | 9   | ROAL Motorsport                 | Timo Glock Alessandro Zanardi Bruno Spengler                               | BMW Z4 GT3                | 500 |
| 26          | Pro-Am-Cup | 22  | Nissan GT Academy Team RJN      | Olivier Pla Ricardo Sanchez Gaëtan Paletou Florian Strauss                 | Nissan GT-R Nismo GT3     | 499 |
| 27          | Pro-Am-Cup | 14  | Emil Frey Racing                | Frédéric Barth Lorenz Frey Gabriele Gardel Jonathan Hirschi                | Jaguar XK Emil Frey G3    | 497 |
| 28          | Pro-Am-Cup | 41  | Sport Garage                    | Gabriele Lancieri Gilles Vannelet Enzo Guibbert Eric Cayrolle              | Ferrari 458 Italia GT3    | 480 |
| 29          | Pro-Cup    | 58  | Von Ryan Racing                 | Shane van Gisbergen Rob Bell Kévin Estre                                   | McLaren 650 S GT3         | 457 |
| 30          | Pro-A-Cup  | 44  | Oman Racing Team                | Ahmad Al Harthy Daniel Lloyd Jonny Adam Jonathan Venter                    | Aston Martin Vantage GT3  | 444 |
| 31          | Pro-Cup    | 45  | BMW Sports Trophy Team Marc VDS | Augusto Farfus Maxime Martin Dirk Werner                                   | BMW Z4 GT3                | 399 |
| 32          | Am-Cup     | 50  | AF Corse                        | Riccardo Ragazzi Alexander Moiseev Garry Kondakov Portugal Rui Águas       | Ferrari 458 Italia GT3    | 397 |
| Ausgefallen |            |     |                                 |                                                                            |                           |     |
| 33          | Pro-Cup    | 63  | GRT Grasser Racing Team         | Giovanni Venturini Adrian Zaugg Mirko Bortolotti                           | Lamborghini Huracán GT3   | 364 |
| 34          | Am-Cup     | 36  | Saintéloc Racing                | Michael Blanchemain Beniamino Caccia Philippe Haezebrouck Gilles Lallement | Audi R8 LMS ultra         | 361 |
| 35          | Pro-Am-Cup | 12  | TDS Racing                      | Mathias Beche Eric Dermont Henry Hassid Franck Perera                      | BMW Z4 GT3                | 353 |
| 36          | Pro-Am-Cup | 71  | GT Russian Team                 | Marko Asmer Aleksey Vasilyev Lewis Plato Indy Dontje                       | Mercedes-Benz SLS AMG GT3 | 319 |
| 37          | Am-Cup     | 30  | Classic and Modern Racing       | Christian Kelders Pierre Hirschi Jean-Luc Blanchemain Frederic Bouvy       | BMW Z4 GT3                | 319 |
| 38          | Pro-Am-Cup | 100 | DragonSpeed                     | Ryan Dalziel Henrik Hedman Elton Julian Anthony Lazzaro                    | Ferrari 458 Italia GT3    | 277 |
| 39          | Pro-Cup    | 8   | BentleyTeam M-Sport             | Maximilian Buhk Andy Souček Maxime Soulet                                  | Bentley Continental GT3   | 258 |
| 40          | Pro-Am-Cup | 18  | Black Falcon                    | Maro Engel Bernd Schneider Oliver Morley Sean Johnston                     | Mercedes-Benz SLS AMG GT3 | 226 |
| 41          | Pro-Am-Cup | 17  | Insight Racing Denmark          | Dennis Andersen Anders Fjordbach Martin Jensen                             | Ferrari 458 Italia GT3    | 198 |
| 42          | Pro-Cup    | 35  | Saintéloc Racing                | Grégory Guilvert Marc Basseng Edward Sandström                             | Audi R8 LMS ultra         | 179 |
| 43          | Pro-Cup    | 3   | Belgian Audi Club Team WRT      | Robin Frijns Stéphane Richelmi Jean Karl Vernay                            | Audi R8 LMS ultra         | 178 |
| 44          | Pro-Am-Cup | 4   | Team WRT                        | James Nash Max Koebolt Pieter Schothorst Sacha Bottemanne                  | Audi R8 LMS ultra         | 157 |
| 45          | Pro-Am-Cup | 83  | Bentley Team HTP                | Fabian Hamprecht Louis Machiels Clemens Schmid Max van Splunteren          | Bentley Continental GT3   | 150 |
| 46          | Pro-Cup    | 19  | GRT Grasser Racing Team         | Fabio Babini Jeroen Mul Andrew Palmer                                      | Lamborghini Huracán GT3   | 129 |
| 47          | Pro-Cup    | 7   | Bentley Team M-Sport            | Steven Kane Andrew Meyrick Guy Smith                                       | Bentley Continental GT3   | 118 |
| 48          | Pro-Cup    | 29  | Black Falcon                    | Adam Christodoulou Andreas Simonsen Nico Verdonck                          | Mercedes-Benz SLS AMG GT3 | 106 |
| 49          | Pro-Am-Cup | 11  | Kessel Racing                   | Andrea Piccini Alessandro Bonacini Michał Broniszewski Michael Lyons       | Ferrari 458 Italia GT3    | 106 |
| 50          | Pro-Am-Cup | 888 | Triple Eight Racing             | Dirk Müller Lee Mowle Joe Osborne Ryan Ratcliffe                           | BMW Z4 GT3                | 94  |
| 51          | Pro-Cup    | 75  | SR Racing                       | Marco Bonanomi Filip Salaquarda Frédéric Vervisch                          | Audi R8 LMS ultra         | 76  |
| 52          | Pro-Am-Cup | 70  | GT Russian Team                 | Christophe Bouchut Kenneth Heyer Alexey Karachev Miguel Toril              | Mercedes-Benz SLS AMG GT3 | 60  |
| 53          | Pro-Am-Cup | 240 | BMW Racing Against Cancer       | Marc Duez Jean-Michel Martin Eric van de Poele Pascal Witmeur              | BMW Z4 GT3                | 42  |
| 54          | Pro-Cup    | 73  | MRS GT-Racing                   | Craig Dolby Martin Plowman Sean Walkinshaw                                 | Nissan GT-R Nismo GT3     | 37  |
| 55          | Pro-Am-Cup | 53  | AF Corse                        | Marco Cioci Piergiuseppe Perazzini Enzo Potolicchio Michele Rugolo         | Ferrari 458 Italia GT3    | 36  |
| 56          | Am-Cup     | 15  | Boutsen Ginion                  | Olivier Grotz Karim Ojjeh Jordan Grogor Werner Hamprecht                   | BMW Z4 GT3                | 14  |
| 57          | Am-Cup     | 90  | Duqueine Engineering            | Romain Brandela Eric Clément Bernard Delhez Gilles Duqueine                | Ferrari 458 Italia GT3    | 7   |

### Nur in der Meldeliste
Zu diesem Rennen sind keine weiteren Meldungen bekannt.

### Klassensieger
| Klasse     | Fahrer                | Fahrer          | Fahrer           | Fahrer          | Fahrzeug               | Platzierung im Gesamtklassement |
| ---------- | --------------------- | --------------- | ---------------- | --------------- | ---------------------- | ------------------------------- |
| Pro-Cup    | Markus Palttala       | Lucas Luhr      | Nicky Catsburg   |                 | BMW Z4 GT3             | Gesamtsieg                      |
| Pro-Am-Cup | Alessandro Pier Guidi | Pasin Lathouras | Stéphane Lémeret | Gianmaria Bruni | Ferrari 458 Italia GT3 | Rang 4                          |
| Am-Cup     | Ian Loggie            | Julian Westwood | Callum MacLeod   | Benny Simonsen  | Audi R8 LMS ultra      | Rang 14                         |

### Renndaten
- Gemeldet: 57
- Gestartet: 57
- Gewertet: 32
- Rennklassen: 3
- Zuschauer: unbekannt
- Wetter am Renntag: kühl und regnerisch
- Streckenlänge: 7,004 km
- Fahrzeit des Siegerteams: 24:00:53,611 Stunden
- Gesamtrunden des Siegerteams: 536
- Gesamtdistanz des Siegerteams: 3754,144 km
- Siegerschnitt: 156,330 km/h
- Pole Position: Frank Stippler – Audi R8 LMS ultra (#2) – 2:18,130 = 182,500 km/h
- Schnellste Rennrunde: Nicky Catsburg – BMW Z4 GT3 (#46) – 2:18,751 = 181,700 km/h
- Rennserie: 4. Lauf zur Blancpain GT Series 2015